# Стадион Џајантса
Стадион Џајантс (енгл. Giants Stadium) је био вишенаменски стадион у граду Ист Радерфорду, Њу Џерзи, САД.
Стадион Џајантс, такође познат као Ливада („The Meadowlands”), био је вишенаменски стадион у Еаст Рутхерфорду, Њу Џерси. Стадион у спортском комплексу Ливада отворен је 10. октобра 1976. године. Последња утакмица је одиграна 3. јануара 2010. године, након чега је стадион затворен за јавност. Након овога, стадион је срушен како би се направио паркинг за нови стадион Њу Медовлендс који је отворен 10. априла 2010. године одмах поред стадиона Џајантс. Последњи део Џајантс стадиона нестао је 28. јуна 2010. године.
Стадион је био најпознатији као дом НФЛ клубова Њујорк џетса и Њујорк џајантса. На овом стадиону је до 2008. године играо и фудбалски клуб МЛС Ред бул Њујорк.
Брус Спрингстин је био последњи извођач који је држао концерт на стадиону. 9. октобра 2009. године, то је био његов пети концерт за месец дана. Пре него што је стадион срушен, написао је песму "Врејкинг Бал".
Стадион Џајантс је имао капацитет од 80.242 људи.

### Утакмице Светског првенства 1994.
| Датум         | Време (UTC−5) | Репрезентација #1 | рез.               | Репрезентација #2 | Коло          | Гледалаца |
| ------------- | ------------- | ----------------- | ------------------ | ----------------- | ------------- | --------- |
| 1994-06-18    | 16:00         | Италија           | 0 : 1              | Република Ирска   | Група Е       | 75.338    |
| 23. јун 1994. | 16:00         | Италија           | 1 : 0              | Норвешка          | Група Е       | 74.624    |
| 25. јун 1994. | 19:30         | Саудијска Арабија | 2 : 1              | Мароко            | Група Ф       | 76.322    |
| 28. јун 1994. | 12:30         | Република Ирска   | 0 : 0              | Норвешка          | Група Е       | 72.404    |
| 5. јул 1994.  | 16:30         | Мексико           | 1 : 1 (1 : 3 пен.) | Бугарска          | Осмина финала | 71.030    |
| 10. јул 1994. | 12:00         | Бугарска          | 2 : 1              | Немачка           | Четвртфинале  | 72.000    |
| 13. јул 1994. | 16:00         | Бугарска          | 1 : 2              | Италија           | Полуфинале    | 74.110    |

### Светско првенство у фудбалу за жене 1999.
| Датум         | Време (UTC−5) | Репрезентација #1 | Рез.  | Репрезентација #2 | Коло    | Гледалаца |
| ------------- | ------------- | ----------------- | ----- | ----------------- | ------- | --------- |
| 19. јун 1999. | 15:00         | Данска            | 0 : 3 | Сједињене Државе  | Група А | 78.972    |
| 19. јун 1999. | 17:30         | Бразил            | 7 : 1 | Мексико           | Група Б | 78.972    |
| 26. јун 1999. | 12:00         | Канада            | 1 : 4 | Русија            | Група Ц | 29.401    |
| 26. јун 1999. | 14:30         | Кина              | 3 : 1 | Аустралија        | Група Д | 29.401    |